# بخش کونته
بخش کونته یکی از بخشهای ایالت وله  در کشور سوئیس است.